# Myzocallis longirostris
Myzocallis longirostris är en insektsart som beskrevs av Richards 1965. Myzocallis longirostris ingår i släktet Myzocallis och familjen långrörsbladlöss.

## Underarter
Arten delas in i följande underarter:
- M. l. tepehuanensis
- M. l. longirostris